# 金龍船集團
金龍船集團有限公司（除牌時0318.HK），由黃治民先生於1991年創立，曾是香港交易所主板上市。業務經營酒樓、餅店、食品加工廠等，有多達30多間分店。但在2003年受非典型肺炎影響，生意大不如前。在2005年2月7日，金龍船集團停牌，到3月21日以每股1仙配售54億股新股予正式出售給黃達揚，由黃河實業取代上市。到2006年只餘下位於西環西寶城、尖沙咀港景匯商場及荃灣新領域商場3間酒樓附設的西餅櫃位，同年12月餅店全線結業。

## 旗下業務
- 金龍船海鮮酒家
- 金龍船餅店
- 金龍船快餐[4]
- 小兵衛快餐店[5]

## 軼事
- 於2003年，藝人蕭正楠曾為金龍船餅店及金龍船海鮮酒家[6]拍攝廣告，宣傳當時的新產品《雪雪凍》系列，在廣告中，蕭正楠不斷發出「雪雪雪」的聲音[7][8]而被網民將其戲稱為「雪雪雪」。

## 外部連線
- 金龍船